# Jan Pakulski
Jan Pakulski (ur. 21 października 1941 w Stoku, zm. 28 stycznia 2008) – polski historyk specjalizujący się w historii średniowiecza.
W 1959 roku ukończył Liceum Ogólnokształcące w Lubrańcu. W 1966 roku ukończył studia historyczne na Uniwersytecie Mikołaja Kopernika i podjął pracę na uczelni. W 1970 roku uzyskał stopień doktora, tematem jego rozprawy był Ród Nałęczów w Wielkopolsce do końca XIV w., a promotorem Kazimierz Jasiński. Stopień doktora habilitowanego nauk humanistycznych w zakresie historii (o specjalności archiwistyka) uzyskał w 1992 roku na podstawie rozprawy Siły polityczno-społeczne w Wielkopolsce w pierwszej połowie XIV wieku. Tytuł profesora nauk humanistycznych otrzymał 14 listopada 2006.
Od 1998 roku kierował Zakładem Nauk Pomocniczych Historii UMK. Współredagował Zapiski Historyczne oraz Rocznik Grudziądzki.

## Wybrane publikacje
- Nałęcze wielkopolscy w średniowieczu: genealogia, uposażenie i rola polityczna w XII-XIV w. (1982, ISBN 83-01-04158-7)
- Bibliografia archiwistyki polskiej do roku 1970 (1984, współautor, ISBN 83-01-03445-9)
- Łobżenica: portret miasta i okolicy (1993, wspólnie z Andrzejem Mietzem, ISBN 83-85263-70-5)
- Nadwiślańska gmina Czernikowo: przeszłość, religijność, tożsamość (1998, współautor, ISBN 83-907223-2-1)
- Parafia i kościół św. Mikołaja w Dźwiersznie Wielkim: dzieje, wiara, trwanie (2001, współautor, ISBN 83-7322-088-7)
- Ród Godziębów w średniowiecznej Polsce: studium genealogiczne (2005, ISBN 83-231-1873-6)